# 힌칼리
힌칼리(조지아어: ხინკალი)는 조지아의 만두이다.

## 같이 보기
- 펠메니